# شب‌خروش‌های زمینی
شب‌خروش‌های زمینی (نام علمی: Chamaepetes) نام یک سرده از زیرخانواده شب‌خروش است.